# اوتروتشین
اوتروتشین (به چکی: Otročín) یک منطقهٔ مسکونی در جمهوری چک است که در ناحیه کارلووی واری واقع شده‌است. اوتروتشین ۳۵٫۸۲ کیلومتر مربع مساحت و ۵۲۵ نفر جمعیت دارد و ۶۳۲ متر بالاتر از سطح دریا واقع شده‌است.